# Северин, Пётр Иванович
Пётр Иванович Северин (1761—1830) — сенатор, генерал-майор, Витебский гражданский губернатор 1800—1801 гг.

## Биография
Родился в 1761 году.
Получив домашнее образование, поступил на службу в артиллерию бомбардиром, где и служил до 1783 года, проходя последовательно все чины от бомбардира до подпоручика включительно.
В 1783 был послан чрезвычайным курьером в Константинополь и попытался провезти оттуда в Иностранную Коллегию золота на сумму более миллиона рублей. Попытку эту ему удалось привести в исполнение, несмотря на преследование со стороны турок. За это был отличен Высочайшим указом по всей артиллерии и произведен в подпоручики.
С 1783 по 1797 служил в Семёновском полку, где дослужился до чина полковника. Во время службы своей в этом полку был в походе в Финляндию в 1788, 1789 гг. и участвовал в переговорах со Шведами при заключении Верельского мирного договора. За заключение этого мира получил от обоих дворов подарками более 25000 руб., а от командовавшего войсками генерал-поручика барона О. А. Игельстрома аттестат за храбрость в военных делах и за успех в дипломатических переговорах.
В 1797 году был переведён в чине генерал-майора в Измайловский полк и в том же году назначен в Военную коллегию. В том же году перешёл на гражданскую службу в чине тайного советника; 22 декабря 1799 года был награждён орденом Св. Анны 1-й степени. С 3 июня по 29 декабря 1800 года был Белорусским гражданским губернатором. Его служба в должности губернатора была, однако, неудачна; он был отставлен от службы «за многие смертоубийства, в губернии им управляемой случившиеся».
Был назначен 10 июля 1822 года сенатором в 8-й департамент Сената, где и состоял до конца своей жизни.
Умер 5 (17) октября 1830 года.

## Семья
Был трижды женат. Первая жена — Анна Григорьевна Брагина (воспитанницы баронессы А. Н. Строгановой — Анны Григорьевны Брагиной, которая была её незаконной дочерью), вторая Волчкова (? Семёновна), третья — Авдотья Николаевна, в первом браке Фокина. Дети от первого брака:
- Дмитрий (1791—1865), дипломат, литератор.
- дочь, в замужестве Лелли.